# Ultra HD Blu-ray
Ultra HD Blu-ray (comercialitzat com a 4K Ultra HD) és un format d'emmagatzematge de dades digital en suport òptic que substitueix el Blu-ray. Els dics de Ultra HD Blu-ray són incompatibles amb els reproductors de Blu-ray estàndard existents (encara que en la majoria dels casos, un Blu-ray tradicional i una còpia digital ha estat embalats amb els discs Ultra HD Blu-ray). Ultra HD Blu-ray suporta 4K UHD (resolució de 3840 × 2160) de video a velocitats de fotogrames de fins a 60 fotogrames per segon, codificat mitjançant High Efficiency Video Coding. Els discos admeten el high dynamic range augmentant la profunditat del color a 10 bits per color i un color gamut més gran que el suportat amb el vídeo Blu-ray convencional utilitzant el format d'espai de color Rec. 2020.
Per diferenciar els títols Ultra HD Blu-ray dels prestatges de la botiga, el format utilitza una funda de plàstic negre opaca o una mica transparent.

## Especificacions
La especificació permet tres capacitats de disc, cadascuna amb la seva pròpia velocitat de dades: 50 GB a 82 Mbit/s, 66 GB a 108 Mbit/s, i 100 GB a 128 Mbit/s. La tecnologia de Ultra HD Blu-ray es va llicenciar a mitjan 2015 i els reproductors tenien una data prevista de llançament del Nadal del 2015. Ultra HD Blu-ray utilitza una nova revisió d'AACS DRM, AACS 2.
El 12 de maig de 2015, la Blu-ray Disc Association va revelar les especificacions completades i el logotip oficial de l'Ultra HD Blu-ray. A diferència dels DVD i Blu-ray convencionals, el nou format 4K no disposa de bloqueig regional.
L'1 de març de 2016, la BDA va llançar el Ultra HD Blu-ray amb suport obligatori del suport de vídeo i de HDR10 Media Profile opcional per a Dolby Vision.
A partir del 23 de gener de 2018, el BDA spec v3.2 també inclou suport opcional per a HDR10+ i Philips/Technicolor's SL-HDR2.